# Valverde (Viseu)
Valverde é uma pequena aldeia pertencente à freguesia de Canas de Santa Maria, situada no Município de Tondela, que por sua vez pertence ao Distrito de Viseu.
Não se sabe ao certo em que ano Valverde surgiu, contudo, existem Inquirições do ano 1288 que dizem: “… no logar q chama Valverde há 4 casais q são desta quintãa”.
Existe uma capela datada do ano 1700 dedicada a São Francisco de Assis, padroeiro da povoação cuja festa se celebra com grande pomposidade no dia 4 de outubro.
Não existem mais do que uma centena de habitantes o que torna Valverde numa aldeia simples, acolhedora e simpática, vivendo sobretudo à base da agricultura. As novas gerações estudam e trabalham na cidade de Tondela, 5 quilómetros para sul.
Desde o ano de 1994, data em que se fizeram obras para passar a IP3, Valverde tem sido mais movimentada facilitando o comércio e o desenvolvimento populacional.
Existe uma Associação Cultural e Recreativa de Valverde, uma das mais jovens associações da freguesia de Canas de Santa Maria, e tem-se afirmado pelo seu dinamismo e capacidade de realização das diversas actividades.